# Église Saint-Wolfgang de Mickhausen
L'église Saint-Wolfgang (allemand : St. Wolfgang) est l'église catholique du village de Mickhausen, en Souabe, dans l'arrondissement d'Augsbourg. L'église actuelle a été reconstruite à partir d'une église gothique tardif au XVIe siècle. L'église actuelle a été réaménagée en style rococo au XVIIIe siècle. C'était l'église de la richissime famille Fugger. Elle est inscrite à la liste du patrimoine historique de Bavière.

## Historique
L'édifice a été bâti en 1535-1538 en remplacement d'une chapelle construite en 1507 près du château de Mickhausen. Elle est placée sous le vocable de saint Wolfgang, apôtre de la Bavière. Raimund Fugger achète la seigneurie de Mickhausen en 1528 et le village de Münster limitrophe à la famille von Freyberg. Anton Fugger fait construire la nouvelle église.
C'est en 1683–1687 que Paul Fugger fait redécorer l'intérieur avec des stucs. Johann Ludwig Fugger fait rénover l'église en 1755 en style rococo. Elle a été restaurée en 1945-1946.

## Description

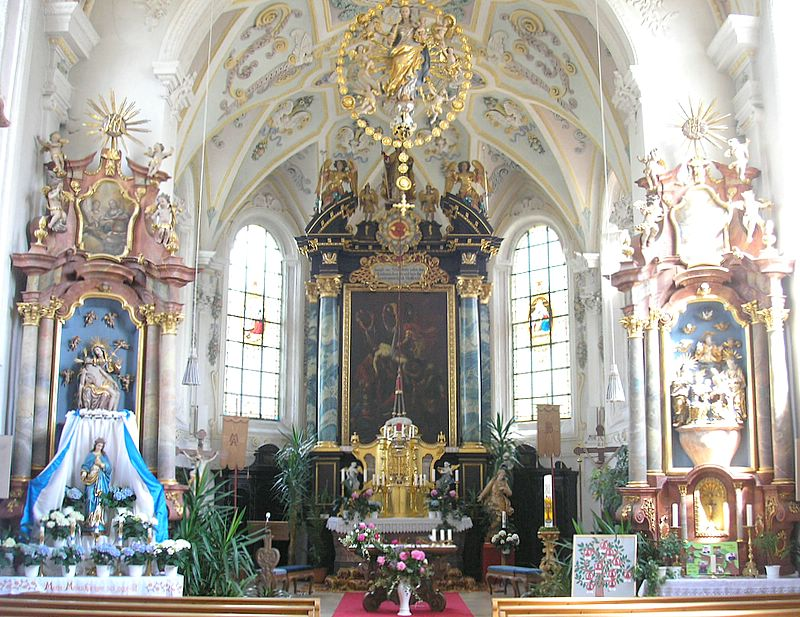
Le chœur et les autels latéraux.

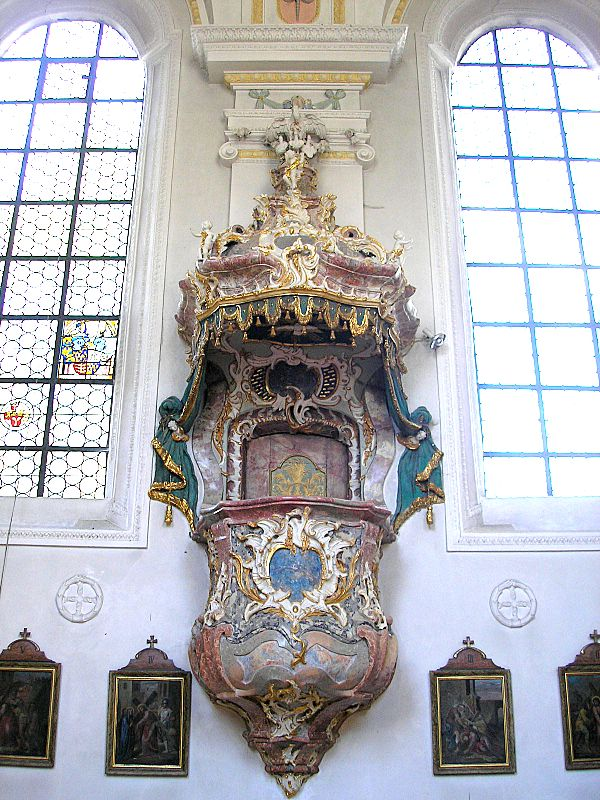
La chaire rococo.

Les stucs sont d'abord de Johann Schmuzer en style baroque et datent de 1685, inspirés de Wessobrunn. Les plafonds sont géométriques. La décoration rococo est l'œuvre de Jakob Jehle (de) aux environs de 1755. Dans la cartouche de la voûte du chœur, on peut lire: PAULUS RESTAURAVIT MDCLXXXV. – LUDOVICUS RENOVAVIT MDCCLV. Au milieu, l'on remarque le blason de Raimund Fugger avec l'inscription: MD RAIMUNDUS AEDIFICAVIT XXIIII.
Autels
Le maître-autel (1685) est l'œuvre de Gregor Schwamberger d'Augsbourg. Deux colonnes corinthiennes flanquent le tableau d'autel représentant une Descente de Croix, peinte par Johann Georg Melchior Schmittner (de), qui est un chef-d'œuvre du haut-baroque augsbourgeois. les personnages couronnés du haut sont des mains du maître Lorenz Luidl (de) de Landsberg am Lech. Saint Wolfgang se dresse au milieu. Les autels latéraux datent de 1725. Andreas Bergmüller (de) est l'auteur des faux marbres. La Vierge Marie de l'autel de gauche est une sculpture moderne. On remarque sainte Barbe et sainte Catherine (à droite), ainsi que sainte Marguerite et saint Vitus.
Chaire
La chaire date de 1756; elle est décorée de stucs et de marbres de Jaccob Jehle et de motifs de Pius Rampp. On remarque un pélican, symbole de la communion, sur l'abat-voix. le chronogramme ClaMo VoCE Del (=1756) a disparu.
Sculptures
Il y a deux croix de procession à gauche et à droite du maître-autel qui datent de la première moitié du XVIIIe siècle. La voûte du chœur comporte un petit saint Sébastien. Une représentation plus grande du saint se trouve sous la tribune ouest. Elles datent du XVIIIe siècle, comme la Pietà de l'oratoire  et la Crucifixion de la nef.
Une des sculptures les plus impressionnantes est la grande Madone entourée d'un rosaire à l'entrée du chœur au plafond, entourée d'angelots jubilant. C'est un don du prévôt Jakob Micheler, dont on remarque les armes.
Peintures
Les tribunes sont décorés de fresques à l'huile. Celle du haut représente les pères de l'Église, celle du bas le Christ avec les apôtres (fin XVIIe siècle). On remarque aussi deux représentations du château de Mickhausen et de la cure datant de 1714. Sous celle du château, l'on peut lire: Maria, Herz vor Liebe brinnt, o, dass dieses auch uns entzünd. Autour se trouvent des motifs religieux dont le Cœur de Jésus.
Vitraux
Les blasons de la nef sont de Christoph Amberger zurück.  À droite, il y a les armes des Habsbourgs, de la famille Fugger et de la famille Rehlinger. On remarque sur deux vitraux ronds celles des Fugger et des Harrach. Les grands du chœurs sont des dons du XIXe siècle.
Sépultures
Le sol du chœur laisse voir la pierre tombale de Paul Fugger von Kirchberg und Weißenhorn (de) en pierre calcaire de Solnhofen. Le double blason des Fugger est entouré de l'inscription: Graf Paul Fugger Descendent begräbnus 1684.
L'épitaphe de Paul et Wolfgang von Freyberg se trouve sur un mur près de la voûte du chœur. Les deux bébés sont morts en 1516 et 1521 à l'âge de six semaines et quatorze jours. Des angelots rappellent le souvenir de leur courte vie.

## Illustrations

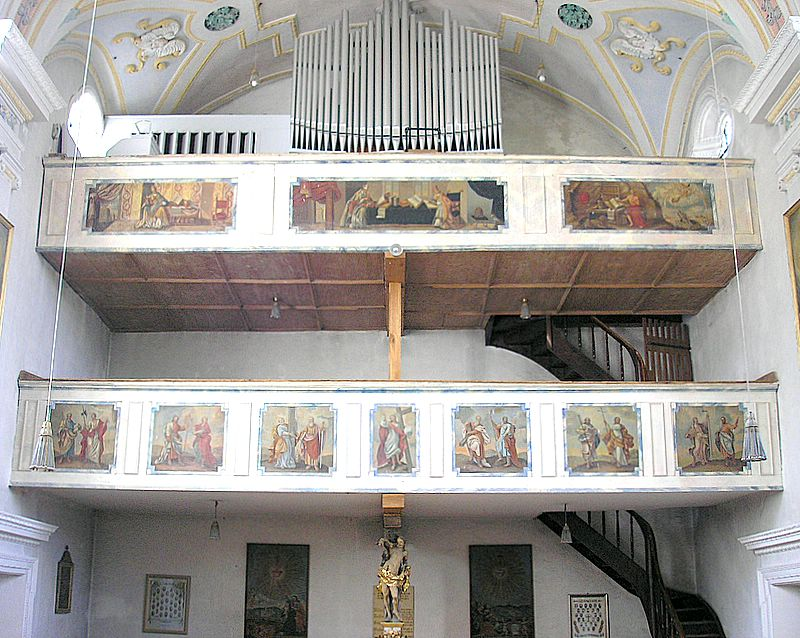
Les tribunes.
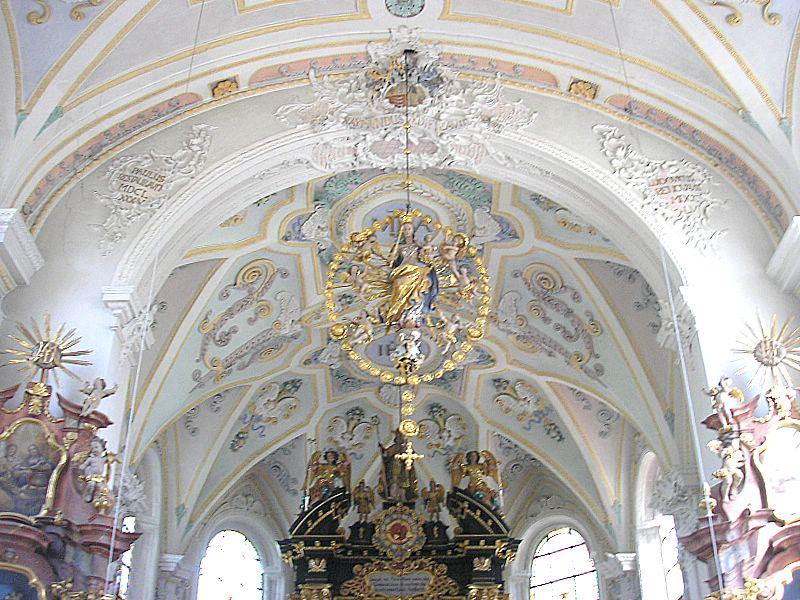
Notre-Dame entourée du rosaire.
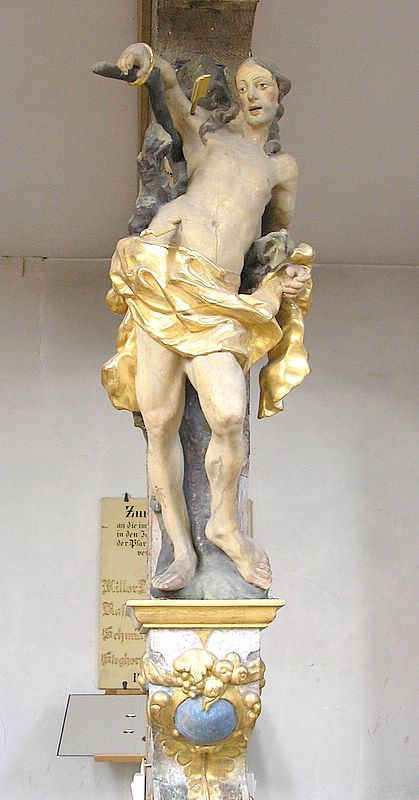
Saint Sébastien sous la tribune.
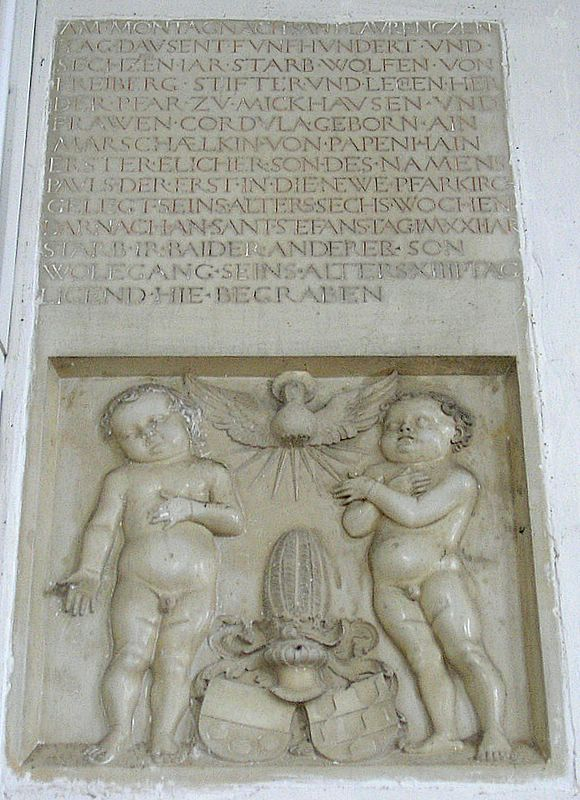
Épitaphe de Paul et Wolfgang von Freyberg (vers 1520); putti de Hans Daucher (de)
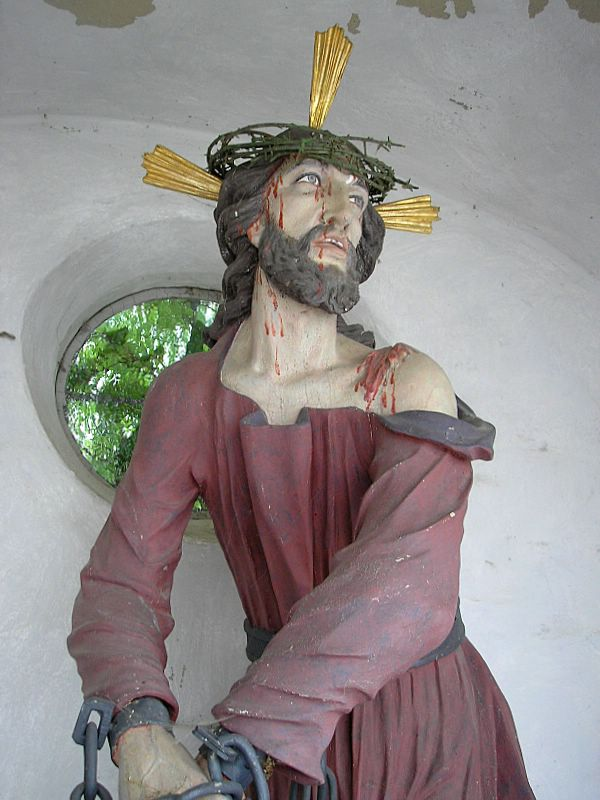
Christ aux outrages du XVIIIe siècle

## Source
- (de) Cet article est partiellement ou en totalité issu de l’article de Wikipédia en allemand intitulé « St. Wolfgang (Mickhausen) » (voir la liste des auteurs).